# Arrondissement d'Aichach-Friedberg
L'arrondissement d'Aichach-Friedberg est un arrondissement  ("Landkreis" en allemand) de Bavière   (Allemagne) situé dans le district ("Regierungsbezirk" en allemand) de Souabe. 
Son chef-lieu est Aichach.

## Géographie
L'arrondissement se trouve à l'est d'Augsbourg. La rivière Lech forme en majeure partie la limite entre les deux territoires. Le principal cours d'eau du Landkreis est la Paar, qui s'écoule du sud-ouest vers le nord-est du Landkreis et au bord de laquelle se trouvent les villes de Friedberg et Aichach.
L'arrondissement d'Aichach-Friedberg est principalement rural, les seuls centres urbains sont Friedberg, Aichach et Dasing ainsi que Mering et Kissing dans le sud du territoire. À côté de ces villes ou communes, n'existent que de petits villages. 
L'arrondissement est encore désigné comme « Terre des Wittelsbach » (Wittelsbacher Land), car c'est en ce lieu que se trouve un des berceaux de la famille des Wittelsbach. Encore aujourd'hui, il est possible de visiter les ruines d'un château fort et d'une église seigneuriale érigés par la famille dans le quartier d'Oberwittelsbach dans la ville d'Aichach.

## Économie
L'économie de cet arrondissement dominé par l'agriculture, est basée sur toute une série de petites et moyennes entreprises innovantes ainsi que sur de nombreux artisans. La situation de l'arrondissement au centre de la région économique Munich-Augsbourg-Ingolstadt apporte un avantage essentiel à l'économie du territoire.

## Transport
Dès 1840, l'arrondissement est traversé dans sa partie sud par une voie ferrée, il s'agit de la ligne reliant Munich à Augsbourg. En 1898, une ligne partant de Mering joint la ligne Munich-Augsbourg à Weilheim.
La partie nord de l'arrondissement a été desservie par le train grâce à la ligne reliant Augsbourg à Ingolstadt. Ainsi les deux principales villes, Aichach et Friedberg ont été reliées au réseau ferré allemand. Depuis aucun changement dans la desserte ferroviaire n'a eu lieu.                                     
Quant au réseau routier, les voies principales sont l'A8 et la route nationale 300 (B300).
La région est desservie par l'aéroport d'Augsbourg.

## Histoire
Des découvertes archéologiques démontrent que l'arrondissement est peuplé depuis au moins un millénaire. De nombreux restes d'armes trouvées sur le territoire montrent qu'ont eu lieu de nombreux conflits armés.
À l'époque romaine, l'arrondissement était en quelque sorte la grange d'Augusta Vindelicorum, la capitale de la province romaine de Rhétie et actuelle Augsbourg. Il y avait alors, avant tout, des exploitations agricoles qui approvisionnaient la ville, il devait aussi y avoir des villas appartenant aux riches habitants de la capitale.
À partir de la fin de la domination romaine en Rhétie (fin du Xe - début du XIe siècle), les Alamans et les Bavarii colonisent la région de l'actuel arrondissement.
La première trace écrite de l'existence d'une commune de l'arrondissement concerne Adelzhausen, qui est dénommée Adalhemelshusir en 782. 
En 1124, le comte Othon V de Scheyern déplace le siège familial du château fort de Scheyern près de Dachau au château fort de Wittelsbach près d'Aichach. La famille ensuite connue sous le nom de Wittelsbach remporta en 1180 le titre de duc de Wittelsbach et régit la Bavière jusqu'en 1918. Le château fort lui-même a été détruit dès 1208. Ne reste aujourd'hui sur le site du bourg qu'une pierre commémorative.
Le château fort de Friedberg fut érigé en 1264 afin de relever une taxe de transport sur le Lech. Là aussi, il ne reste rien du château, qui fut détruit par un incendie au XVIe siècle.

### Évolution de la population depuis 1840
Nombre d'habitants pour les dates correspondantes.
| année             | nombre d'habitants |
| ----------------- | ------------------ |
| 1er décembre 1840 | 35 584             |
| 1er décembre 1871 | 38 272             |
| 1er décembre 1900 | 40 588             |
| 16 juin 1925      | 46 599             |
| 17 mai 1939       | 49 579             |
| 13 septembre 1950 | 73 995             |
| 6 juin 1961       | 72 884             |
| 27 mai 1970 ¹     | 82 677             |
| 25 mai 1987 ¹     | 102 793            |
| 31 décembre 2002  | 125 534            |
| 30 juin 2005      | 127 246            |

## Blason
Description
Sous un en-tête aux couleurs de la Bavière (damier bleu et blanc), se trouvent deux colonnes, une argent à droite et une rouge à gauche. Dans celle de droite figure une feuille de chêne verte et dans celle de gauche une croix de Saint Ulrich. Le blason de l'arrondissement existe depuis le 10 décembre 1975.
Signification
La feuille de chêne provient du blason d'Aichach. La croix de Saint Ulrich figure sur les armes de Friedberg. L'en-tête aux couleurs bavaroises symbolise la présence des Wittelsbach dans l'arrondissement.

## Villes et communes
Le nombre d'habitants est indiqué entre parenthèses.
| villes 1. Aichach (20 887) 2. Friedberg (29 368) marchés 1. Aindling (4 393) 2. Inchenhofen (2 417) 3. Kühbach (3 997) 4. Mering (12 607) 5. Pöttmes (6 354) communautés administratives 1. communauté administrative d'Aindling (marché d'Aindling et communes de Petersdorf et de Todtenweis) 2. communauté administrative de Dasing (communes d'Adelzhausen, de Dasing, d'Eurasburg, d'Obergriesbach et de Sielenbach) 3. communauté administrative de Kühbach (marché de Kühbach et commune de Schiltberg) 4. communauté administrative de Mering (marché de Mering et communes de Schmiechen et de Steindorf) 5. communauté administrative de Pöttmes (marché de Pöttmes et commune de Baar (Schwaben)) | communes (nombre d'habitants du 30 juin 2005) 1. Adelzhausen (1 535) 2. Affing (5 208) 3. Baar (1 155) 4. Dasing (5 299) 5. Eurasburg (1 644) 6. Hollenbach (2 376) 7. Kissing (11 090) 8. Merching (3 091) 9. Obergriesbach (1 991) 10. Petersdorf (1 706) 11. Rehling (2 393) 12. Ried (2 902) 13. Schiltberg (1 807) 14. Schmiechen (1 156) 15. Sielenbach (1 503) 16. Steindorf (945) 17. Todtenweis (1 422) aucune zone non-incluse dans un territoire communal |